# مولانا خالد شهرزوری
ضیاءالدّین ابوالبهاء مولانا خالد ذوالجناحین شهرزوری شناخته‌شده با نام مولانا خالد شهرزوری، فیسلوف، عارف و متأله کرد اهل عثمانی و از مرشدان طریقت نقشبندیه است.

## زندگی
ضیاءالدّین ابوالبهاء بنا بر روایت اکثر نویسندگان در سال ۱۷۷۹ میلادی (۱۱۹۳ هجری) یا نزدیک به همین تاریخ در شهرستان قره داغ در استان سلیمانیۀ امروزی در کردستان عراق که در آن زمان بخشی از عثمانی بود به دنیا آمد.
تحصیلات اولیه را در خانواده و در کنار پدرش مولانا احمد بن حسین عثمانی شروع کرد. او قرآن مجید و مقدماتی از صرف و نحو را در قره‌داغ آموخت و برای ادامهٔ درس و استفاده از محضر استادان بزرگ راهی سلیمانیه شد.
استادان وی عبارتند از: سید عبدالکریم برزنجی، سید عبدالرحیم برادر سید عبدالکریم، شیخ عبدالله خرپانی، ملا ابراهیم بیاره‌ای، ملا جلال‌الدّین خورمالی، ملا محمود غزائی، ملا صالح تره‌ماری، ملا عبدالرحیم زیارتی، ملا محمّد بالکی مشهور به ابن آدم، شیخ محمّد قسیم سنه‌ای (سنندجی) متوفی به سال ۱۲۳۶ هجری که اجازهٔ اجتهاد از وی دریافت کرده‌است.
مولانا در همهٔ علوم عقلی و نقلی آن عهد چون صرف و نحو، معانی و بیان و بدیع، منطق و آداب بحث و مناظره، حکمت، هیئت، حساب و هندسه، عروض و قافیه، اصول فقه و اصول دین، حدیث و تفسیر و تصوف دارای مرتبه‌ای بلند و عالی‌مقام بوده تا آنجا که به مسائل دشوار و مشکل علوم عصر خود پاسخ می‌داده و چنان به سرحد کمال رسیده که در میان علما و دانشمندان عصر خویش نظیر و همتائی نداشته‌است.

## سفر به مکه
مولانا در سال ۱۸۰۵ م (۱۲۲۰ هجری) به شوق زیارت کعبه و مدینه راهی حجاز شد. پس از زیارت مرقد محمد برای یافتن یکی از اولیاء که از او کسب فیض کند به جستجو می‌پردازد و هنگام مراجعت از مدینه، با دانشمندی یمنی برخورد می‌کند که به او یادآور می‌شود اگر در مکّه کسی را دیدی که ظاهراً رفتارش بر خلاف شریعت است، وی را انکار نکن و تردیدی به خود راه مده چه بسا که گشایش کارت به دست او باشد. مولانا خالد در مکه آن شخص را پیدا می‌کند و از وی درخواست می‌کند که تحت تعلیم او قرار گیرد. اما او با دست اشاره می‌کند که گشایش کارش در هندوستان است و باید منتظر کسی باشد که وی را بدان دیار رهنمائی کند.

## سفر به هندوستان
پس از بازگشت مولانا به سلیمانیه یک روز درویشی از مریدان و نمایندگان قطب روزگار شاه عبدالله دهلوی نقشبندی، قدّس سرّه، به مسجد عبدالرّحمن پاشا که مولانا در آنجا تدریس می‌کرد، وارد می‌شود. مولانا از طریق این درویش که نام او میرزا رحیم الله بیگ معروف به درویش محمّد عظیم آبادی بود با شاه عبدالله آشنا می‌شود و در سال ۱۲۲۲ هجری به اتفاق او رهسپار هندوستان می‌شود. مولانا از طریق ایران و افغانستان و پاکستان در مدت یک سال به هندوستان می‌رسد و به حضور شیخ عبدالله دهلوی شرفیاب می‌شود و چنان مورد توجه قرار می‌گیرد که مدت پنج ماه مقام قرب حضور و مشاهده را دریافت می‌نماید و در طریقت و عرفان به مقام «فنا» و «بقا» ارتقاء پیدا می‌کند و شاه عبدالله با اشاره‌ای روحانی از اولیاء سلسلۀ نقشبندی ضمن اجازهٔ ارشاد هر پنج طریقهٔ معروف: نقشبندی، قادری، سهروردی، کبروی و چشتی اجازهٔ تدریس حدیث و تفسیر و تصوف، اوراد و ادعیه را به او می‌دهد. 

## بازگشت از هندوستان به کردستان
مولانا خالد پس از یک سال توقف در دهلی و طی مراتب عالیهٔ کمال و کسب اجازهٔ ارشاد در طریقت از پیر خود و نیز کسب اجازهٔ تدریس همهٔ علوم آن روزگار و روایت کتب صحاح و غیره از مدرس و عارف مولانا عبدالعزیز حنفی، به امر شاه عبدالله دهلوی به کردستان باز می‌گردد تا در آنجا به ارشاد طالبان حق بپردازد.
مولانا خالد پس از مراجعت از هندوستان، در سنندج و سلیمانیه و بغداد و سپس در شام به ارشاد مشغول می‌شود. جمع کثیری از علما و بزرگان به جمع مریدان مولانا خالد می‌پیوندند و در زمانی بسیار اندک آوازهٔ مولانا به سراسر جهان اسلام رسیدهد و رسائل و کتب فراوانی در مناقب و مقامات وی تألیف می‌شود.

## درگذشت
وی شب جمعه ۸ ژوئن ۱۸۲۷ (۱۳ ذی‌القعدهٔ سال ۱۲۴۲ هجری) در ۴۹ سالگی درگذشت. همان شب پیکرش را به مدرسه‌اش انتقال داده، مراسم غسل و تکفین را به جای می‌آورند و بنا بر وصیتش تا صبحگاه بر جنازه‌اش قرآن می‌خوانند. سپس خلفا و مریدان، پیکرش را برسر دست به مسجد «یلبغا» انتقال می‌دهند و پس از ادای نماز به وسیلهٔ سید محمّدامین ابن عابدین او را در «تل نور» جبل قاسیون به خاک می‌سپارند. ماده تاریخش را در کلمهٔ «مغرب» ثبت کرده‌اند.
برای مولانا خالد بیش از ۴۰۰ خلیفه نام برده‌اند. در مدینه شیخ خالد کُردی مامور گسترش طریقت خالدیه شد. در کردستان شیخ عثمان سراج الدین ته‌ویلی و چند نسل بعد از او طریقت او را به کمال رساندند. طریقت خالدیه از آخرین انشعابات نقشبندی در سه قرن گذشته می‌باشد.